# Gtkmm

gtkmm (ранее известный как gtk-- или gtk minus minus) — официальный C++-интерфейс для популярной GUI-библиотеки GTK. Включает слоты и сигналы с проверкой типов во время компиляции (благодаря библиотеке libsigc++), наследование виджетов с использованием стандартного способа C++ и полный набор виджетов, предоставляемых GTK. Графический интерфейс программы может создаваться программно или с использованием Glade.
Библиотека gtkmm является свободным программным обеспечением и распространяется на условиях GNU LGPL.

## Особенности
Основные возможности gtkmm:
- Использование наследования для создания новых виджетов.
- Слоты и сигналы с проверкой типов во время компиляции.
- Полиморфизм.
- Использование стандартной библиотеки C++, в том числе строк, контейнеров и итераторов.
- Поддержка UTF-8.
- Управление памятью C++.
  - Агрегирование.
  - Автоматическое освобождение динамически размещаемых виджетов.
- Использование пространств имен C++.
- Отсутствие макросов.
- Кросс-платформенность: Linux (gcc), FreeBSD (gcc), NetBSD (gcc), Solaris (gcc, Forte), Win32 (gcc, MSVC++, .Net 2003), Mac OS X (gcc) и другие.

## Примеры программ

### Создание пустого окна
```
#include
 
<gtkmm.h>

int
 
main
(
int
 
argc
,
 
char
*
 
argv
[])

{

    
auto
 
application
 
=
 
Gtk
::
Application
::
create
(
argc
,
 
argv
);

    
Gtk
::
Window
 
window
;

    
return
 
application
->
run
(
window
);

}

```

Компиляция:
```
   g++ file_name.cpp -o file_name `pkg-config gtkmm-3.0 --cflags --libs`
```

### Hello World
```
//HelloWorldWindow.h

#ifndef HELLOWORLDWINDOW_H

#define HELLOWORLDWINDOW_H

#include
 
<gtkmm/window.h>

#include
 
<gtkmm/button.h>

// Наследовать новый виджет окна от существующего.

// Это окно будет содержать только кнопку с надписью "Hello World".

class
 
HelloWorldWindow
 
:
 
public
 
Gtk
::
Window

{

  
public
:

    
HelloWorldWindow
();

  
protected
:

    
Gtk
::
Button
 
hello_world
;

};

#endif

```

```
//HelloWorldWindow.cc

#include
 
<iostream>

#include
 
"HelloWorldWindow.h"

HelloWorldWindow
::
HelloWorldWindow
()
 
:
 
hello_world
(
"Hello World"
)

{

    
// Задать заголовок окна.

    
set_title
(
"Hello World"
);

    
// Добавить кнопку к окну.

    
add
(
hello_world
);

    
// Обрабатывать клик.

    
hello_world
.
signal_clicked
().
connect
([]
 
()
 
{

          
std
::
cout
 
<<
 
"Hello world"
 
<<
 
std
::
endl
;

    
});

    
// Отобразить дочерние виджеты окна.

    
show_all_children
();

}

```

```
//main.cc

#include
 
<gtkmm/main.h>

#include
 
"HelloWorldWindow.h"

int
 
main
(
int
 
argc
,
 
char
 
*
argv
[])
 

{

    
// Инициализация

    
Gtk
::
Main
 
kit
(
argc
,
 
argv
);

    
// Создание объекта окна

    
HelloWorldWindow
 
example
;

    
// Main-цикл gtkmm

    
Gtk
::
Main
::
run
(
example
);

    
return
 
0
;

}

```

Приведенная выше программа создаст окно с кнопкой «Hello World». При нажатии на кнопку «Hello world» выводится на стандартный вывод.
Программа запускается с помощью следующих команд:
```
$ 
g++
 
-std
=
c++11
 
*.cc
 
-o
 
example
 
`
pkg-config
 
gtkmm-3.0
 
--cflags
 
--libs
`

$ 
./example

```

Обычно это делается с помощью простого make-файла.